# Anne Francis
Anne Francis (Anne Lloyd Francis; Ossining, Nueva York, 16 de septiembre de 1930-Santa Bárbara, California, 2 de enero de 2011) fue una actriz estadounidense.

## Biografía

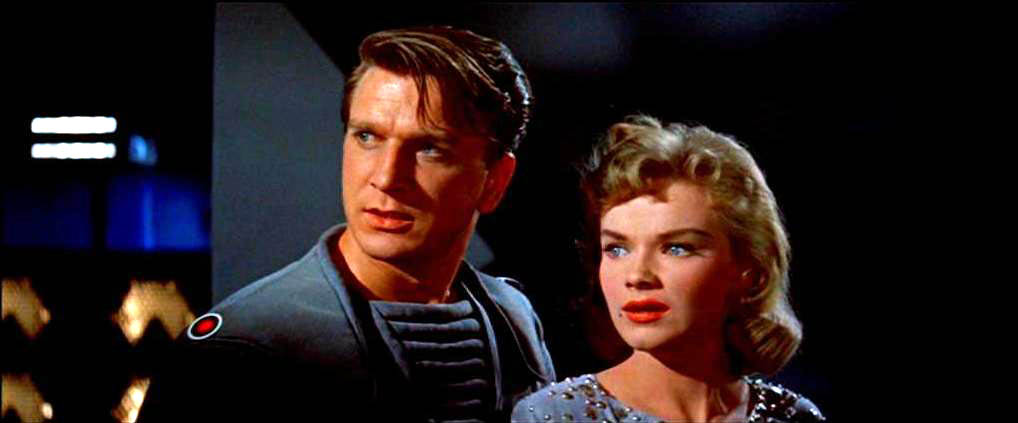
Leslie Nielsen y Anne Francis en el film, El planeta prohibido (1956).

Francis entró en el mundo del espectáculo a temprana edad, trabajando como modelo a los cinco años para ayudar a su familia durante la Gran Depresión, e hizo su debut en Broadway a la edad de once años.
Fue especialmente conocida por su actuación en el clásico de ciencia ficción de 1956 El planeta prohibido y por el de detective privada en la serie de televisión de la ABC Una rubia peligrosa (Honey West, 1965 - 1966).
Por su papel en Una rubia peligrosa Francis ganó un Globo de Oro como mejor actriz en una serie de televisión y fue nominada para el premio Emmy por ese mismo papel.

### Matrimonios e hija
Francis estuvo casada con Bamlet L. Price, Jr, desde mayo de 1952 hasta abril de 1955, y desde 1960 hasta 1964 con el Dr. Robert Abeloff, con quien tuvo una hija. No volvió a casarse tras divorciarse de Abeloff. Desde marzo del 2006 hasta su muerte, vivió en Santa Bárbara.
Falleció el 2 de enero de 2011 como consecuencia del cáncer de pulmón que le habían diagnosticado en 2007.

## Filmografía
- This Time for Keeps (1947) (Sin acreditar).
- Summer Holiday (1948).
- Portrait of Jennie (1948) (Sin acreditar).
- So Young, So Bad (1950).
- The Whistle at Eaton Falls (1951).
- Elopement (1951).
- Lydia Bailey (1952).
- Dreamboat (1952).
- A Lion Is in the Streets (1953).

- The Rocket Man (1954).
- Susan Slept Here (1954).
- Rogue Cop (1954).
- Bad Day at Black Rock (1955).
- Battle Cry (1955).
- Blackboard Jungle (1955).
- The Scarlet Coat (1955).
- Planeta prohibido (1956).
- The Rack (1956).

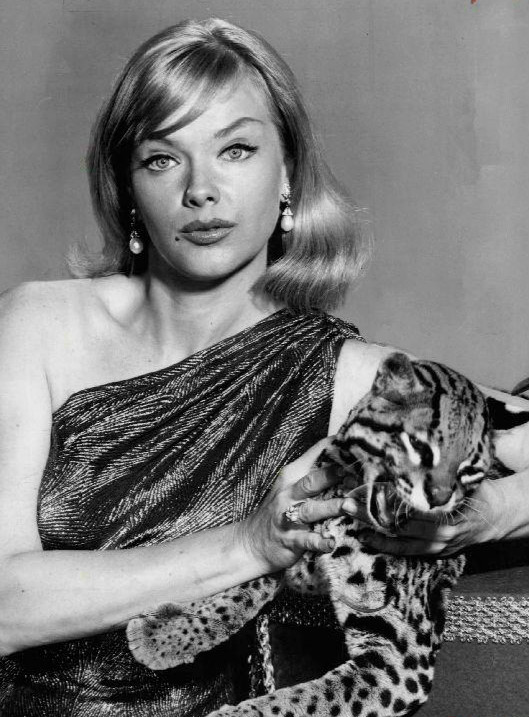
Anne Francis en 1965.

- The Great American Pastime (1956).
- The Hired Gun (1957).
- Don't Go Near the Water (1957).
- The Crowded Sky (1960).
- The Girl of the Night  (1960).
- The Twilight Zone (1960).
- The Machine that Played God (1963).
- The Satan Bug (1965).
- Brainstorm (1965).
- Honey West (TV series) (1965).
- The Fugitive "The One That Got Away" (1967).
- Funny Girl (1968).
- More Dead Than Alive (1968).
- Impasse (1969).
- Lost Flight (1969).
- Hook, Line & Sinker (1969).
- The Love God? (1969).
- Pancho Villa (1972).
- Haunts of the Very Rich (1972).
- Versus Alvin Karpis (1974).
- Survival (1976).
- Born Again (1978).
- The Rebels (1979).
- Desviación al terror (1980).
- Greatest Heroes of the Bible (1982).
- Mazes and Monsters (1982).
- Riptide_(American_TV_series) (Muelle 56) (1984-1986)
- Return (1985).
- The Double 0 Kid (1992).
- Lover's Knot (1996).